# 吕水深
吕水深（1917年—？），男，台湾嘉义人，中国男中音歌唱家、声乐教育家，天津音乐学院首任声乐系主任，台湾民主自治同盟中央委员会原常务委员，中国音乐家协会理事。